# GNU FreeFont
GNU FreeFont (également connu sous l'appellation « Free UCS Outline Fonts ») est une collection de  fontes de caractères unicode initiée en 2002 par Primož Peterlin, puis maintenue pour le projet GNU par Steve White. L'ensemble forme une distribution cohérente de polices vectorielles et une alternative libre aux fontes de caractères propriétaires.

## Caractéristiques
Le projet supporte différents formats, y compris PostScript, TrueType, et OpenType. Pour cette raison les fontes sont converties à partir de la conception initiale des polices faites avec le logiciel FontForge. Elles sont stockées sous forme de fichiers .sfd (Spline Font Database).

## Calendrier
Il n'y a pas eu de mises à jour de 2003 à 2005, puis quelques distributions réalisées en avril 2005, janvier 2006, janvier 2009 et enfin septembre 2010.

## Juridique
De nombreux sites web mentionnent l'indépendance du projet vis-à-vis de la fondation pour le logiciel libre pour réfuter l'idée selon laquelle il s'agirait de « fontes de la fondation pour le logiciel libre ». La fondation ne gère aucun projet mais tout contributeur doit généralement assigner ses droits d'auteurs à la fondation afin d'assurer la protection légale du projet. Il existe quelques exceptions à cette règle, et l'information reprise par ces sites signifie certainement que la fondation ne les a pas récupérées pour ce projet. FreeFont reste malgré tout un projet GNU à part entière.